# Fagonia cretica
Espèce
Fagonia cretica est une espèce de plantes de la famille des Zygophyllaceae, originaire du sud du bassin méditerranéen.

## Synonymes
- Fagonia cistoides Delile ex T. Anders.
- Fagonia deflexa Moench.
- Fagonia desertorum Andr.
- Fagonia elongata Salisb.
- Fagonia erecta Mill.
- Fagonia forskalii Pfund
- Fagonia hispanica L.
- Fagonia virens Coss. ex T. Anders.
- Fagonia viscosa Hochst. ex Boiss.

## Répartition et habitat
Fagonia cretica pousse sur terrains rocheux des zones côtières du sud bassin méditerranéen, depuis les îles Canaries, le Maroc, l'Espagne, l'Italie, la Grèce jusqu'au Yémen.